# Nizjnekamsk

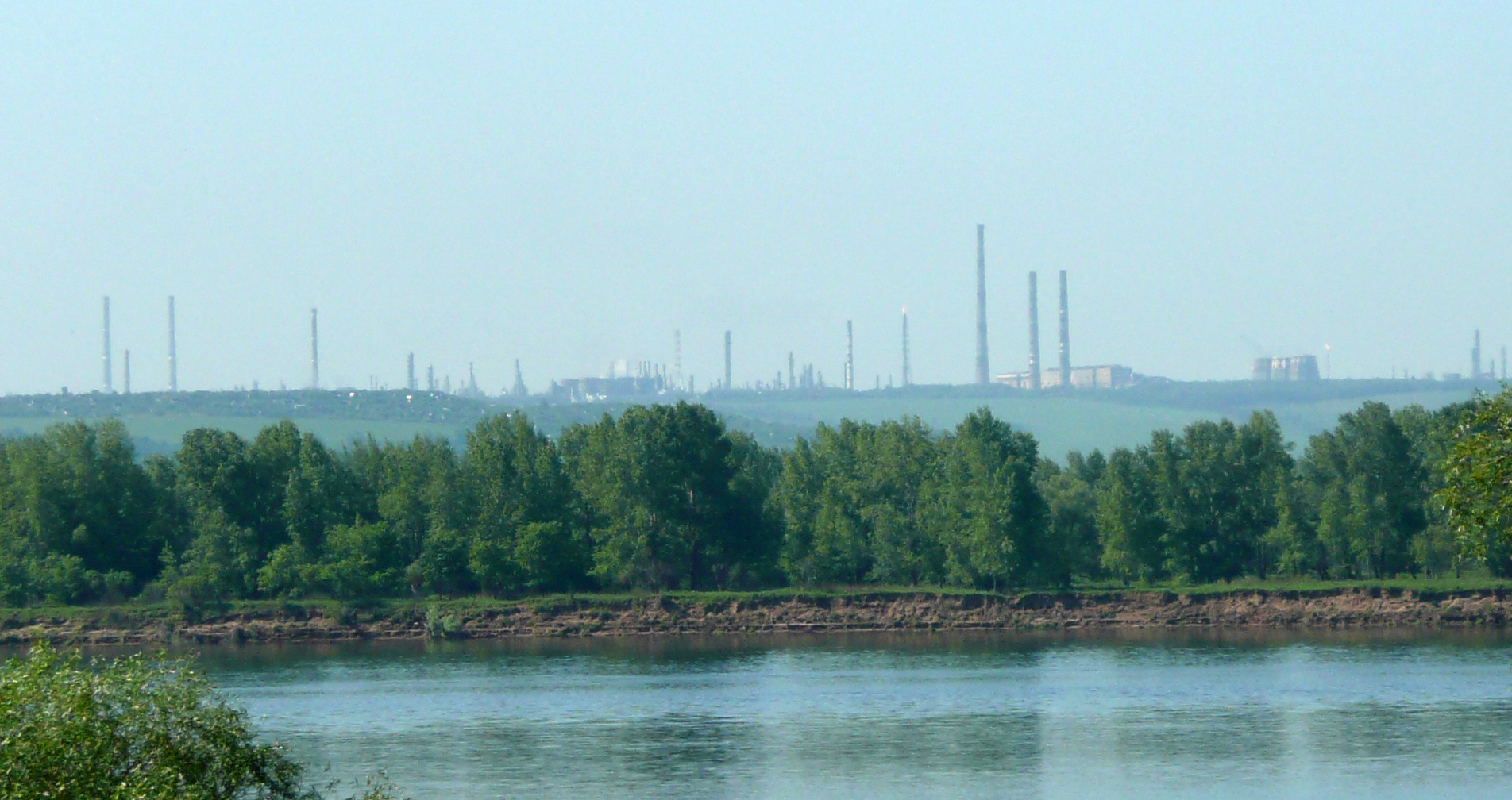
Nizjnekamsk sedd från Jelabuga.

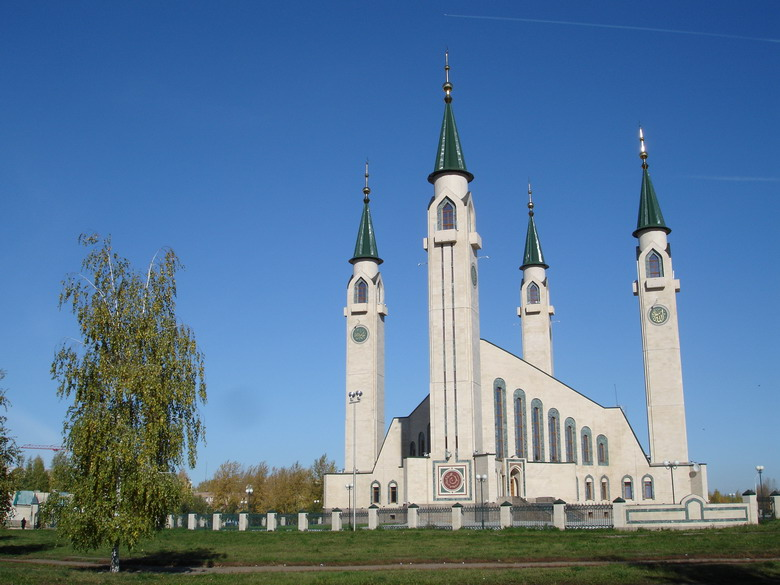
En moské i Nizjnekamsk.

Nizjnekamsk (ryska Нижнекамск, tatariska Tübän Kama) är den tredje största staden i Tatarstan i Ryssland. Folkmängden uppgick till 235 448 invånare i början av 2015. Nizjnekamsk fick stadsrättigheter 1966.